# St. Vincent (Minnesota)
St. Vincent é uma cidade localizada no estado americano de Minnesota, no Condado de Kittson.

## Demografia
Segundo o censo americano de 2000, a sua população era de 117 habitantes.

## Geografia
De acordo com o United States Census Bureau tem uma área de
3,0 km², dos quais 2,8 km² cobertos por terra e 0,2 km² cobertos por água.

## Localidades na vizinhança
O diagrama seguinte representa as localidades num raio de 32 km ao redor de St. Vincent.